# محمد الأول بن حمد بن عبد الله آل معمر
الأمير محمد (أو محمد الأول) ابن الأمير حمد ابن الأمير عبد الله آل معمر هو عاشر أمراء إمارة العيينة، وقد استولى على الحكم من أبناء عمه آل محمد بن عبد الله في سنة 1059 للهجرة، فكان أول ما فعله هو إجلاءهم من العيينة، واستمر في الحكم حتى تنحيه طوعاً في سنة 1070 للهجرة وقد عاصر بعدها أربعة أمراء للدولة حتى وفاته في سنة 1096 للهجرة.